# Włodzimierz Maciudziński
Włodzimierz Maciudziński (ur. 4 lipca 1946 w Łodzi, zm. 17 sierpnia 2003 w Łąkorku k. Nowego Miasta Lubawskiego) – polski aktor teatralny i filmowy.

## Życiorys
Urodził się w dzielnicy robotniczej Łodzi. Po ukończeniu Technikum Mechanicznego w Łodzi służył dwa lata w LWP jako kanonier. Po odbyciu służby wojskowej stawił się na nabór do Teatru Sto Krzeseł w Łodzi, gdzie za rolę w belgijskiej sztuce Szkoła błaznów, podczas festiwalu w Stalowej Woli, otrzymał swoją pierwszą nagrodę teatralną. Po nieudanej próbie dostania się do szkoły teatralnej wrócił do Łodzi, gdzie zatrudnił się w Widzewskich Zakładach Maszyn Włókienniczych. Następnie podjął pracę w szkole filmowej na etacie rekwizytora. Za namową studentów ponownie przystąpił do egzaminów na Wydział Aktorski PWSFTviT w Łodzi. Ponieważ miał już wówczas 26 lat niezbędna była zgoda Ministra. W efekcie był najstarszym studentem na roku.
Po ukończeniu studiów w 1976 oraz obronie dyplomu w 1977 trafił do Teatru im. Wilama Horzycy w Toruniu. W roku 1986 wrócił do rodzinnej Łodzi do Teatru Powszechnego, by w roku 1990 ponownie dołączyć do zespołu artystycznego Teatru im. Wilama Horzycy w Toruniu. W roku 2000 ponownie opuścił Toruń na rzecz Teatru Współczesnego we Wrocławiu, gdzie przepracował dwa sezony. Wielką jego kreacją była rola Jana Sebastiana Bacha w spektaklu Kolacja na cztery ręce granym przez Nowy Teatr we Wrocławiu w reżyserii Krzysztofa Pulkowskiego. Jego ostatnim miejscem pracy był Teatr Bałtycki w Koszalinie.
Przez kolegów i widzów z toruńskiego teatru nazywany był Dziadkiem.
Utonął w jeziorze Łąkorz koło Nowego Miasta Lubawskiego 17 sierpnia 2003.

## Kariera filmowa

### Etiudy szkolne PWSFTviT
- Ciemne morze (1987)
- Ostatni husarz (1975)
- Godziny wieczorne (1974)

### Role filmowe i teatralne
- Przeprowadzki – odcinek 8 pt. Steinway ordynata – jako Malinowski, zarządca majątku Dowgiłłów (2001)
- Owoce miłości – jako Adam (2001)
- Kolacja na cztery ręce - jako Jan Sebastian Bach
- Przystań – jako ojciec Szymka, (1997)
- Pogranicze w ogniu – odcinki 5, 8, 9, 10, 14, 19, 24 – jako Heinz Hoffmann, oficer Abwehry we Wrocławiu (1988–1991)
- Leśmian (1990)
- Kramarz – jako inspektor PIH-u (1990)
- Ucieczka z miejsc ukochanych – odcinki 7, 8 (1987)
- Wierne blizny (1981)
- Amator – jako Stelmaszczyk (1979)
- Zielone – minione… – jako Markier (1976)
- Dulscy (1975)
- Rozmowa – jako nauczyciel (1974)
- Gniazdo – jako Świętopełk, brat Mieszka (1974)

## Nagrody
- Nagroda XVII Opolskich Konfrontacji Teatralnych za rolę Mazurkiewicza w przedstawieniu Żołnierz królowej Madagaskaru Juliana Tuwima w Teatrze im. Wilama Horzycy w Toruniu (1991)
- Nagroda dyrektora Wydziału Kultury Urzędu Wojewódzkiego w Toruniu (1996)
- Nagroda Zarządu Województwa Kujawsko-Pomorskiego przyznana z okazji Międzynarodowego Dnia Teatru (2000)